# Homestead Valley (comté de San Bernardino, Californie)
Homestead Valley est une census-designated place du comté de San Bernardino, dans l'État de Californie, aux États-Unis,. En 2020, elle compte une population de 2 789 habitants.